# Napoléon Ier décore à Tilsitt le grenadier Lazareff de la croix de la Légion d'honneur
Napoléon Ier décore à Tilsitt le grenadier Lazareff de la croix de la Légion d'honneur est un tableau peint par Jean-Baptiste Debret en 1808 et représentant l'empereur décorant un soldat de la garde impériale russe à Tilsit le 9 juillet 1807. Grande toile de 4,92 m de long pour 3,51 m de haut, elle se trouve actuellement au musée du château de Versailles.
Debret l'exposa au Salon de 1808, alors que le tableau était encore inachevé. Ce n'était pas  une commande impériale mais à la suite du succès qu'il rencontra au salon, Napoléon décida d'en faire l'acquisition pour 8000 francs en juillet 1809 et installa la peinture au château de Compiègne. L'empereur encourageait alors les peintres qui représentaient des « sujets nationaux » servant son prestige personnel.  
Le livret accompagnant le tableau indiquait : 
« S.M. l'Empereur des Français, désirant accorder une marque d'estime particulière à la bravoure de la garde impériale russe demanda à l'Empereur de Russie de décorer de la croix de la Légion d'honneur, le plus brave cavalier de sa garde. Aussitôt l'Empereur Alexandre ordonna au colonel de sa garde de faire sortir des rangs le soldat qu'on pouvait présenter comme tel. Lorsqu'il se fut avancé entre les deux Empereurs, Napoléon détacha sa croix et la donna à ce brave, qui pénétré d'enthousiasme et de reconnaissance, se précipita sur la main de S.M. pour la baiser. »
En septembre 1810, le tableau fut choisi avec quatre autres sujets nationaux pour être tissé à la manufacture des Gobelins, apportant une reconnaissance exceptionnelle à Debret. Le directeur général des Musées, Dominique-Vivant Denon, demanda alors à Jean-Baptiste Debret un dessin représentant le tableau pour en garder en souvenir.  Celui-ci reproduisant fidèlement le tableau, de 40,1 cm sur 0,279, réalisé à la plume et encre grise sur papier crème après un tracé au crayon, réalisé en 1808 est également conservé au château de Versailles.  
Une réplique de ce tableau  est conservée dans le Salon des Grands chanceliers au Palais de la Légion d'honneur à Paris